# 小电影 (电影)
《小电影》（英語：The Dream Boyz）由李勇昌导演和编剧，陈立谦、钟瑾桦、林健辉、Fuying & Sam、曾耀祖、林凯丰、王淇主演的一部电影。于2015年2月12日上映。

## 剧情
号称“雪姑七友”的这八位年轻人怀着强烈的表演欲，一心一意想要成为大明星。
吴吉巧合下借到一台卡带式摄影机，表面上是圆“雪姑七友”的梦，拍下属于大家毕业前的青春电影。实际上，这一切都是吴吉为暗恋的好友夏雪灵所做的热血举动。于是，属于大家的“小电影”就在瞒着师长的情况下开拍了……

## 演員陣容
| 演员             | 角色   | 备注 |
| 王淇             | 夏雪灵 | 绰号血淋淋。乐观，神经大条，经常倒霉撞板，7个男生总会奋身保护她。                                                                |
| 沈展宁（Sam）    | 李大雄 | 绰号咖喱仔。自己在讲话上缺乏自信心，也是“雪姑七友”里面唯一一个没有什么发明星梦的人。误打误撞进入娱乐圈成为备受瞩目的节目主持人。 |
| 林凯丰           | 张有劲 | 绰号阿劲。篮球高手，外形出色有型，成为学校很多女生的仰慕的坏王子，来自黑社会世家。                                               |
| 钟瑾桦           | 王一虎 | 绰号tiger。帅气、忧郁王子、品学兼优、典型的都市钥匙青少年。                                                                      |
| 陈立谦           | 吴吉   | 绰号乌鸡。留级生，学业糟糕但热爱电影。孝顺。鬼点子很多的他，相信世界上没有想做却做不到的事情。暗恋男人婆的夏雪灵。               |
| 王赴颖（Fuying） | 刘美正 | 绰号刘三好，个性斯文，由于华文造诣好，脾气好及学业好，因此被取名为刘三好。家境富裕。 和夏雪灵感情最好。                          |
| 林健辉           | 陆小凤 | 留级生，精通各种电影 |
| 曾耀祖           | 刁志明 | 绰号大雕，个性害羞，开心果，“雪姑七友”中年纪最小的                                                                               |